# Tamanoumi Masahiro
Tamanoumi Masahiro (auch Tamanoshima Masao; jap. 玉の海 正洋, * 5. Februar 1944 im Gamagōri, Präfektur Aichi; † 11. Oktober 1971) war ein japanischer Sumōringer und der 51. Yokozuna. 
Tamanoumi begann mit dem Sumō unter dem Namen Tamanoshima. Im März 1964 kämpfte er zum ersten Mal in der Makuuchi-Division. Er stieg in fünf Turnieren zum Komusubi auf, hatte danach aber fast zwei Jahre lang Schwierigkeiten, einen Platz unter den Sanyaku zu halten. Erst 1966 überzeugte er mit einer Serie guter Ergebnisse und wurde zum Ōzeki befördert. Im Mai 1968 gewann er sein erstes Yusho, aber erst nach dem Rücktritt der Yokozuna Sadanoyama und Kashiwado konnte sein Talent entfalten und das Septemberturnier 1969 gewinnen. Den Sieg im nächsten Basho wurde ihm zwar im Ausscheidungskampf von seinem langjähriger Freund und Rivalen Kitanofuji abgerungen, doch reichte die Leistung, um beide in den Rang des Yokozuna zu erheben.
Erst jetzt nahm Tamanoumi seinen endgültigen Kampfnamen an. Frühere Träger dieses Shikona waren Tamanoumi Umekichi (1912–1988) und der für seine Trink- und Rauflust berüchtigte Sekiwake Tamanoumi Daitaro (1923–1987).
Die beiden Jahre 1970 und 1971 wurden weitgehend von den beiden neuen Großmeistern beherrscht. Tamanoumi selbst gewann vier weitere Meistertitel. Der alte Yokozuna Taihō, der auf sein Karriereende zuging, konnte kaum noch ein Turnier für sich entscheiden. Das Ende dieser Ära kam jedoch rasch: Im Oktober 1971 erlag Tamanoumi im Alter von 27 Jahren einem Herzinfarkt nach einer Blinddarmoperation.
Tamanoshima war weder ein besonders großer noch ein besonders schwerer Ringer (1,77 m, 135 kg), besaß aber ausgezeichnete Körperkraft und Beweglichkeit, die ihm besonders bei Wurf- und Hebetechniken zugutekamen.